# St. Leodegar (Mendorf)

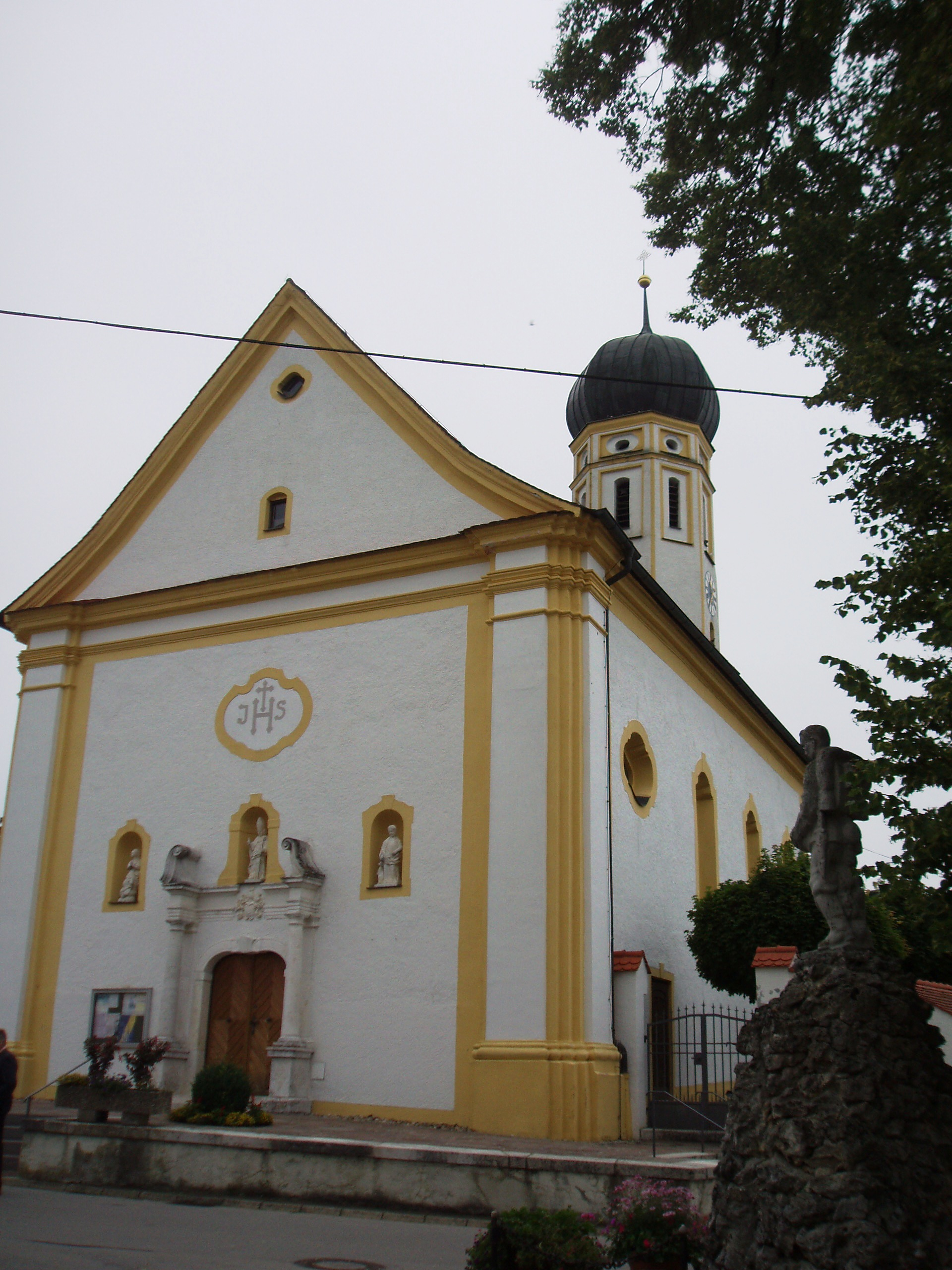
Westfassade der barocken Pfarrkirche

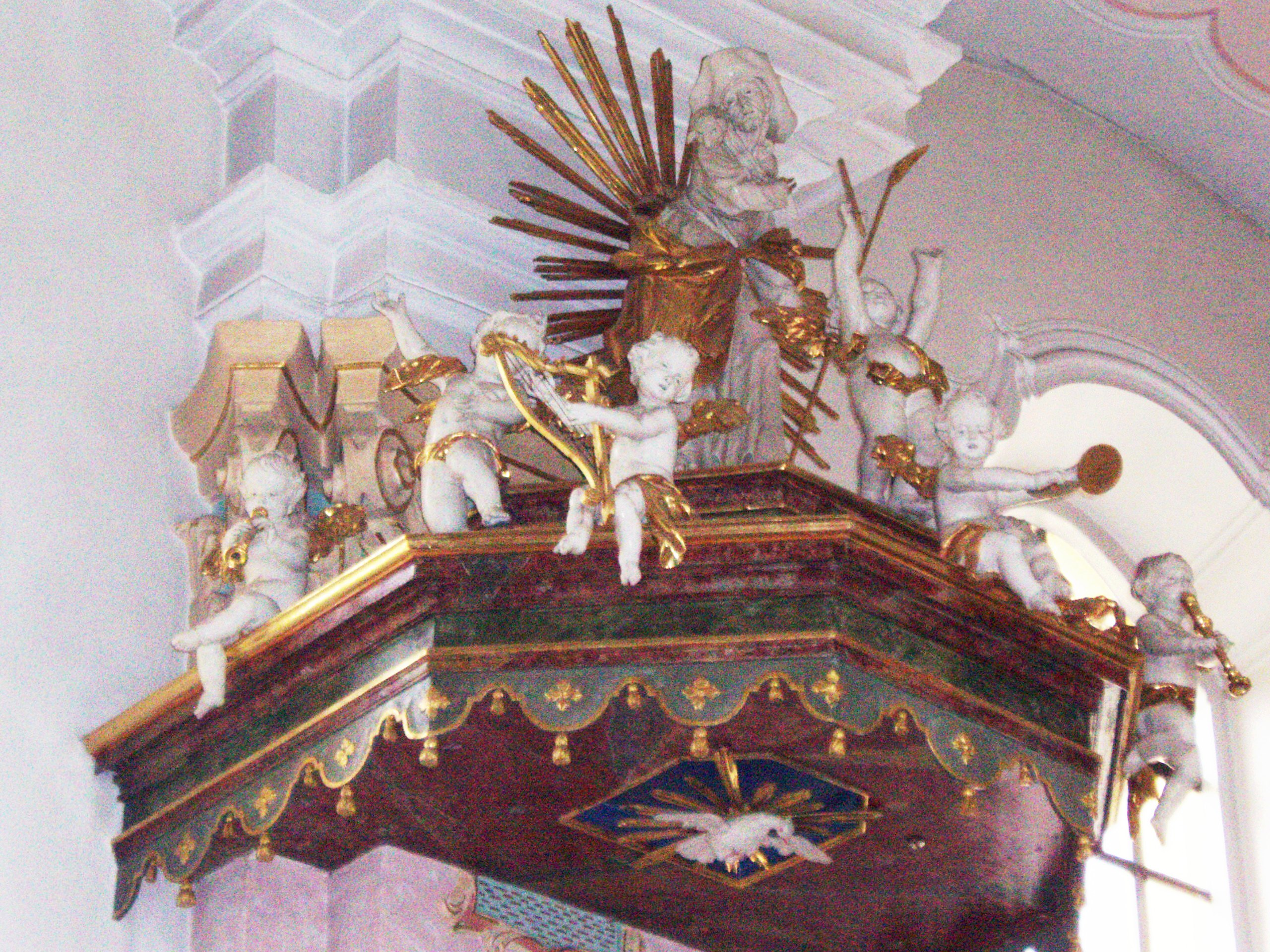
Figur des Guten Hirten von Ignaz Günther

Die Benefiziumskirche St. Leodegar ist die katholische Dorfkirche von Mendorf in Oberbayern. Sie ist dem Bischof Leodegar von Autun geweiht (Gedenktag 2. Oktober).

## Geschichte
Dominikus (de) Bassus gab vermutlich 1696 den Auftrag, anstelle der mittelalterlichen Kirche vom Typus „gotische Chorturmkirche“ einen barocken Neubau zu setzen. Nur das untere Turmgeschoss des Vorgängerbaus blieb als Chorraum erhalten, wurde aber mit einem neuen Tonnengewölbe versehen. Das neu aufgeführte weite, lichtdurchflutete Langhaus verrät im Stil die Bündner Heimat seines Baumeisters. Dieser war wahrscheinlich ab 1717 Giovanni Rigalia, ein enger Mitarbeiter des eichstättisch-fürstbischöflichen Baudirektors Gabriel de Gabrieli.
Die neue Kirche wurde zur Begräbniskirche der Familie Bassus. Nach dem Tod von Dominikus Bassus 1704 wurde die Kirche von seinen Erben fertiggestellt; wohl erst 1737 war das vierjochige Langhaus vollendet. Die Ausstattung zog sich dann noch Jahrzehnte hin.

## Beschreibung
Der Hochaltar ist barock, wurde aber später stark verändert, die Seitenaltäre entstanden um 1800 im frühklassizistischen Stil. Die Altarbilder schuf der Münchner Hofmaler Joseph Hauber (1766–1834). Eine Christus-Figur als Guter Hirte auf dem Schalldeckel der Kanzel gilt als Werk des Rokoko-Künstlers Ignaz Günther (1725–1775) um 1750; der Kanzelkorpus mit seinen drei auch Ignaz Günther zuzurechnenden Reliefschildern dürfte älter sein und von 1720 stammen. Der 1952 stark beschnittene und nunmehr einfach gerahmte Kreuzwegzyklus kam 1864 aus Münchner Werkstätten. 1883 wurden von dem Köschinger Kunstmaler Johann Stegmüller im Nazarenerstil und 1912/13 von dem Münchner Maler Anton Niedermayer im Stil des Neubarocks die starkfarbigen Bilder auf der flachen Tonnendecke des Langhauses hinzugefügt. 1952/53 erfolgten bei einer Renovierung stärkere Veränderungen; die damalige Überarbeitung der Altarbilder (Hochaltar: St. Leodegar; nördlicher Seitenaltar: St. Josef; südlicher Seitenaltar: Unbefleckte Jungfrau Maria) gelten heute als irreparable Langzeitschäden. Zu den ältesten Einrichtungsstücken gehört das Orgelgehäuse von 1700/10 mit Akanthusschnitzwerk.